# Discografie van Miles Davis
De discografie van Miles Davis, Amerikaans trompettist, flugelhornspeler, bandleider en componist, omvat 67 studioalbums, 57 livealbums, 58 compilatiealbums, 15 boxen en 3 soundtracks voor film.

## Studioalbums
| Opname  | Naam van het album                            | Platenlabel     | Opmerkingen                         |
| ------- | --------------------------------------------- | --------------- | ----------------------------------- |
| 1951    | Blue Period                                   | Victor PRLP 140 | LP.                                 |
| 1951    | Dig                                           | Prestige 7012   | LP.                                 |
| 1951-53 | Miles Davis and Horns                         | Prestige 7025   | LP.                                 |
| 1953-54 | Blue Haze                                     | Prestige 7054   | LP.                                 |
| 1954    | Walkin'                                       | Prestige 7076   | LP.                                 |
| 1954    | Miles Davis and the Modern Jazz Giants        | Prestige 7150   | LP.                                 |
| 1954    | Bags' Groove                                  | Prestige 7109   | Album op LP verschenen in 1957.     |
| 1955    | The Musings of Miles                          | Prestige 7007   | LP.                                 |
| 1955    | Blue Moods                                    | Debut 120       | LP.                                 |
| 1955    | Miles Davis Quintet / Sextet and Milt Jackson | Prestige 7034   | LP.                                 |
| 1955    | The New Miles Davis Quintet                   | Prestige 7014   | LP.                                 |
| 1956    | Cookin' with the Miles Davis Quintet          | Prestige 7094   | Album op LP verschenen in 1957.     |
| 1956    | Relaxin' with the Miles Davis Quintet         | Prestige 7129   | Album op LP verschenen en 1958.     |
| 1956    | Workin' with the Miles Davis Quintet          | Prestige 7166   | Album op LP verschenen in 1959.     |
| 1956    | Steamin' with the Miles Davis Quintet         | Prestige 7200   | Album op LP verschenen in mei 1961. |
| 1953-56 | Collectors' Items                             | Prestige 7044   | Album op LP verschenen in 1957.     |

### Label Columbia (1955–1975)
| Opname  | Naam van het album          | Platenlabel         | Opmerkingen |
| ------- | --------------------------- | ------------------- | --- |
| 1955-56 | 'Round About Midnight       | Columbia CL 949     | LP verschenen in 1957. |
| 1957    | Miles Ahead                 | Columbia CL 1041    | LP. |
| 1958    | Milestones                  | Columbia CL 1193    | LP. |
| 1958    | Porgy and Bess              | Columbia CL 1274    | LP. |
| 1958    | 1958 Miles                  | CBS/Sony SONP 50201 | LP. |
| 1959    | Kind of Blue                | Columbia CL 1355    | LP. |
| 1960    | Sketches of Spain           | Columbia CL 1480    | LP verschenen in 1960. Grammy Awards voor Gil Evans en Miles Davis in de categorieBest Original Jazz Composition voor het album (versie met bonus) |
| 1961    | Someday My Prince Will Come | Columbia CL 1656    | LP. |
| 1962-63 | Quiet Nights                | Columbia CL 2106    | LP. |
| 1963    | Seven Steps to Heaven       | Columbia CL 2051    | LP. |
| 1965    | ESP                         | Columbia CL 2350    | LP. |
| 1966    | Miles Smiles                | Columbia CL 2601    | LP verschenen in 1967. |
| 1962-67 | Sorcerer                    | Columbia CL 2732    | LP. |
| 1967    | Nefertiti                   | Columbia CS 9594    | LP verschenen in 1968. |
| 1967-68 | Water Babies                | Columbia PC 34396   | LP verschenen in 1976. |
| 1968    | Miles in the Sky            | Columbia CS 9628    | LP. |
| 1968    | Filles de Kilimanjaro       | Columbia CS 9750    | LP verschenen in 1969. |
| 1969    | In a Silent Way             | Columbia CS 9875    | LP. |
| 1969-70 | Bitches Brew                | Columbia GP 26      | LP. Grammy Awards voor Miles Davis in de categorie Best Large Jazz Ensemble Performance voor het album                                             |
| 1970    | Live-Evil                   | Columbia G 30954    | LP verschenen in 1971. |
| 1971    | A Tribute to Jack Johnson   | Columbia S 30455    | LP. |
| 1972    | On the Corner               | Columbia KC 31096   | LP. |
| 1969-72 | Big Fun                     | Columbia PC 32866   | LP verschenen in 1974. |
| 1970-74 | Get Up with It              | CBS/Sony SOPJ 90/1  | LP verschenen in 1974. |

### Labels Columbia en Warner Bros. (1981–1991)
| Opname  | Naam van het album    | Platenlabel               | Opmerkingen |
| ------- | --------------------- | ------------------------- | --- |
| 1980-81 | The Man with the Horn | Columbia FC 36790         | LP. |
| 1982-83 | Star People           | Columbia FC 38657         | LP. |
| 1983    | Decoy                 | Columbia FC 38991         | LP verschenen in 1984. |
| 1984-85 | You're Under Arrest   | Columbia FC 40023         | LP. |
| 1985    | Aura                  | Columbia Legacy C2X 45332 | CD verschenen in 1989. Miles Davis wint 2 Grammy Awards (categorie Best Jazz Instrumental Performance, Soloist, Best Large Jazz Ensemble Performance)                |
| 1986    | Tutu                  | Warner Brothers           | LP, CD. Het album wint 2 Grammy Awards een voor Miles Davis (categorie Best Jazz Instrumental Performance, Soloist, de andere voor Eiko Ishioka (Best Album Package) |
| 1988-89 | Amandla               | Warner Bros               | LP, CD. |
| 1991    | Doo-Bop               | Warner Bros               | CD verschenen in 1992. Grammy Awards (categorie Best R&B Instrumental Performance (orchestra, group or soloist))                                                     |

## Livealbums
| Opname | Naam van het album                      | Platenlabel                 | Opmerkingen |
| ------ | --------------------------------------- | --------------------------- | --- |
| 1951   | Birdland 1951                           | Blue Note B2-41779          | CD verschenen in 2004. |
| 1957   | Amsterdam Concert                       | Celluloid 668 232           | CD. |
| 1958   | Jazz at the Plaza                       | Columbia PC 32479           | LP. |
| 1958   | at Newport 1958                         | Columbia CK 85202           | CD. |
| 1960   | Copenhagen 1960                         | Royal Jazz RJCD 501         | LP. |
| 1960   | Live in Zurich 1960                     | Jazz Unlimited              | LP. |
| 1960   | Free Trade Hall 1960                    | Magnetic MRCD 102/3         | CD. |
| 1961   | Friday Nights at the Blackhawk          | Columbia CL 1669            | LP. |
| 1961   | Saturday Nights at the Blackhawk        | Columbia CL 1670            | LP. |
| 1961   | At Carnegie Hall                        | Columbia CL 1812            | LP. |
| 1961   | More from Carnegie Hall                 | Columbia CJ 40609           | LP. |
| 1963   | Live in St. Louis and Paris             | Golden Age of Jazz JZCD 371 | LP. |
| 1963   | Miles Davis in Europe                   | Columbia CL 2183            | LP verschenen in 1964. |
| 1963   | Live at the 1963 Monterey Jazz Festival | MJFR-30310                  | CD. |
| 1964   | Miles in Berlin                         | CBS/Sony SONP 50127         | LP verschenen in 1965. |
| 1964   | My Funny Valentine                      | Columbia CL 2306            | LP verschenen in 1965. |
| 1964   | Four and More                           | Columbia CL 2453            | LP verschenen in 1966. |
| 1964   | Miles in Tokyo                          | CBS/Sony SONX 60064         | LP verschenen in 1969. |
| 1965   | At Plugged Nickel                       | CBS/Sony 18AP 2067          | LP. |
| 1967   | His Greatest Concert Ever               | Jazzman JM 11742            | CD. |
| 1969   | 1969 Miles: Festiva de Juan Pins        | Sony SRCS 6843              | CD. Op 25 juli, festival de Juan-les-Pins.                                                                                       |
| 1970   | Live at the Fillmore East               | Columbia Legacy C2K 85191   | CD. |
| 1970   | Black Beauty: Live at the Fillmore West | CBS/Sony SOPJ 39/40         | LP. verschenen in 1973 in Japan, in 1997 in de VS.                                                                               |
| 1970   | The Cellar Door Sessions                | Columbia Legacy C6K 93614   | CD. Verschenen op 6 CD's in 2005 met de concerten van december in de club The Cellar Door te Washington.                         |
| 1971   | Miles in Sweden                         | Miles MD-1                  | LP. |
| 1972   | Miles Davis in Concert                  | Columbia KC 32092           | LP. |
| 1974   | Dark Magus                              | CBS/Sony 28AP 2165/6        | LP. Opgenomen in Carnegie Hall te New York op 30 maart en in 1977 in Japan uitgebracht, in 1997 in de VS.                        |
| 1975   | Pangaea                                 | CBS/Sony SOPZ 96/7          | LP. |
| 1975   | Agharta                                 | CBS/Sony SOPJ 92/3          | LP. |
| 1981   | We Want Miles                           | Columbia C2 38005           | LP verschenen in 1982. Grammy Awards voor Miles Davis in de categorie Best Jazz Instrumental Performance, Soloist voor het album |
| 1981   | Miles! Miles! Miles!                    | Sony SRCS 6513/4            | CD, uitgebracht in Japan in 1993. Concert van 4 oktober in Tokio.                                                                |
| 1990   | Sing in Singen                          | Regency REG 027             | CD. |
| 1991   | Miles & Quincy: Live At Montreux        | Warner Bros.                | Grammy Awards voor Miles Davis en Quincy Jones in de categorie Best Large Jazz Ensemble Performance voor het album               |

## Filmmuziek
| Opname | Naam van het album        | Platenlabel          | Opmerkingen                                                                       |
| ------ | ------------------------- | -------------------- | --------------------------------------------------------------------------------- |
| 1957   | Ascenseur pour l'échafaud | Fontana 460.603 ME   | LP.                                                                               |
| 1987   | Siesta                    | Warner Bros. 25655   | Opgenomen in de Sigma Sound Studio (New York) en in de Amigos Studio in Hollywood |
| 1990   | Dingo                     | Warner Bros. 26438-2 | Uitgekomen in 1991 en opgenomen in de Crystal Studios (Los Angeles).              |

## Verzamel-box
| Uitgave | Naam van het album                                                     | Platenlabel           | Opmerkingen                                                                          |
| ------- | ---------------------------------------------------------------------- | --------------------- | ------------------------------------------------------------------------------------ |
| 1988    | The Columbia Years 1955–1985                                           | Columbia Records      | Compilatie van opnames tussen 1955 et 1985 op 4 cd's.                                |
| 1995    | The Complete Live at the Plugged Nickel 1965                           | Legacy                | Opnames van het concert in de club Plugged Nickel te Chicago op 22-23 december 1965. |
| 1996    | Miles Davis & Gil Evans: The Complete Columbia Studio Recordings       | Columbia/Legacy       | Heruitgegeven in 2004. Opnames van mei 1957 tot februari 1968.                       |
| 1998    | The Complete Studio Recordings of The Miles Davis Quintet 1965–1968    | Columbia              | Opnames van 1965 tot 1968.                                                           |
| 1998    | The Complete Bitches Brew Sessions                                     | Columbia              | Opnames van 19 augustus 1969 tot 6 februari 1970.                                    |
| 2000    | The Complete Columbia Recordings of Miles Davis with John Coltrane     | Columbia              | Heruitgegeven in 2004. Opnames van 26 oktober 1955 tot 21 maart 1961.                |
| 2001    | The Complete In a Silent Way Sessions                                  | Columbia              | Opnames van 24 september 1968 tot 20 februari 1969.                                  |
| 2003    | The Complete Jack Johnson Sessions                                     | Columbia              | Opnames van 19 november 1969 tot 4 juni 1970.                                        |
| 2003    | In Person Friday and Saturday Nights at the Blackhawk, Complete        | Sony                  | Ook The Complete Blackhawk genoemd. Opnames van 21-22 april 1961.                    |
| 2004    | Seven Steps: The Complete Columbia Recordings of Miles Davis 1963–1964 | Columbia/Legacy       | De twee jaren op 7 CD's.                                                             |
| 2004    | The Cellar Door Sessions                                               | Columbia/Legacy       | Concert van 16-19 december 1970 op 6 CDs.                                            |
| 2006    | Great Sessions                                                         | Blue Note             |                                                                                      |
| 2006    | The Legendary Prestige Quintet Sessions                                | Prestige 4PRCD 4444-2 | Opnames van 16 november 1955 tot 8 december 1956 op 4 CD's                           |
| 2007    | The Complete On the Corner Sessions                                    | Columbia              | 6 CD's.                                                                              |
| 2009    | Miles Davis: The Complete Columbia Album Collection                    | Sony Legacy           | Columbia (70 CD's en 1 DVD).                                                         |

## Medewerking
Belangrijkste albums waaraan Miles Davis meewerkte:
| Opname | Leider              | Naam van het album                         | Opmerkingen                        |
| ------ | ------------------- | ------------------------------------------ | ---------------------------------- |
| 1949   | Serge Chaloff       | Carnegie Hall, N.Y.C., December 25, 1949   | Livealbum                          |
| 1950   | Charlie Parker      | Carnegie Hall X-Mas '49                    | Livealbum                          |
| 1951   | Lee Konitz          | The New Sounds                             | Livealbum. Prestige LP 116.        |
| 1953   | Sonny Rollins       | Sonny Rollins with the Modern Jazz Quartet | Op de piano met een stukje muziek. |
| 1958   | Charlie Parker      | Bird on 52nd St.                           | Livealbum.                         |
| 1958   | Michel Legrand      | Legrand Jazz                               | Studioalbum.                       |
| 1958   | Cannonball Adderley | Somethin' Else                             | Studioalbum.                       |

## Video's
| Uitgave | Naam van het album                       | Productie                   | Opmerkingen                                                           |
| ------- | ---------------------------------------- | --------------------------- | --------------------------------------------------------------------- |
| 1959    | The Sound of Miles Davis                 | Jack Smight                 | Miles Davis, Paul Chambers en Jimmy Cobb                              |
| 1985    | Miles Davis: Live In Montreal            |                             |                                                                       |
| 1987    | Live in Germany 1987                     | Eagle Rock Entertainment    | 98 minuten                                                            |
| 1990    | Miles in Paris                           | Warner Music Vision 71550-2 | ~78 minuten.                                                          |
| 2000    | Live from the Montreal Jazz Festival     |                             | Miles Davis in 1985 met Bob Berg en Robert Irving III                 |
| 2004    | Miles Electric: A Different Kind of Blue | Eagle Rock Entertainment    | Op het concert van Isle of Wight Festival, augustus 1970 (83 minuten) |
| 2004    | The Cool Jazz Sound                      | Opgenomen in 1959           |                                                                       |